# 径口镇
径口镇，是中华人民共和国广西壮族自治区玉林市博白县下辖的一个乡镇级行政单位。

## 行政区划
径口镇下辖以下地区：
茶根村、文水村、大胜村、周垌村、径口村、三育村、飞厦村、旺垌村、新田村和秀岭村。